# 磐石市红光中学校

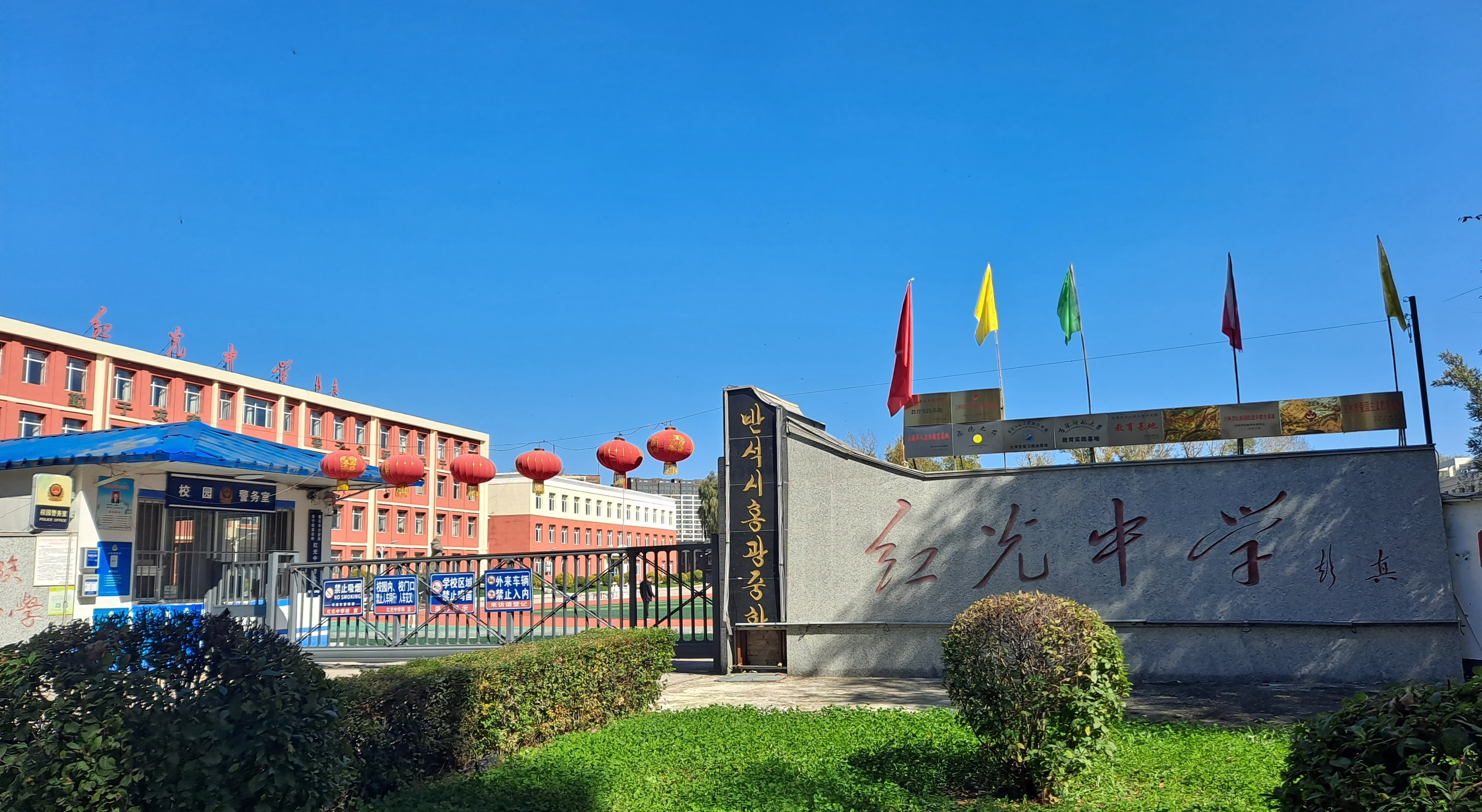
红光中学大门

磐石市红光中学校位于吉林省吉林磐石市，是磐石市唯一一所全日制民族完全中学。学校以东北抗日联军将领李红光的名字命名，由彭真题写校名。:1492
红光中学占地面积超4.1万平方米，建有教学楼、学生宿舍、食堂、李红光纪念馆等建筑，建筑面积超10万平方米。学校设有初中和高中两个部分，在校生总人数近千人，教职工百余人（35%为汉族教师）。:210

## 历史
1948年8月，吉林省磐石县朝鲜族民众捐资筹建民办初级中学。中华人民共和国成立后，民办中学于1952年3月被改为公办，名为“磐石县第二中学”。校长由时任磐石县县长、原吉林省人大常委会主任霍明光兼任。1958年，磐石县第二中学开始设立高中部，成为完全中学，并更名为“磐石县朝鲜族中学”。:1492
1987年10月，为纪念抗日民族英雄李红光，磐石县委和县政府将磐石县朝鲜族中学改名为红光中学。1988年5月16日，彭真学校题写了校名“红光中学”，并为校园内的李红光雕像题写“抗日民族英雄李红光将军”。同年，原校长霍明光为红光中学题定校训“发扬红光精神，振兴民族教育”:1492。
1996年，红光中学被评为磐石市爱国主义教育基地:135。2004年，学校开始设立汉族班。2007年开始，学校多次因学生高考成绩突出而被评为磐石市“高考立功单位”、“教书育人先进单位”、“高考进步单位”:333:210。2014年11月，红光中学被列为吉林市爱国主义教育基地:135。2019年，学校建李红光纪念馆。

## 外部联结
- 吉林卫视：奋斗百年路 启航新征程—以英雄为名 磐石市红光中学：发扬红光精神 传承红色基因（简体中文）